# Anton Nielsen

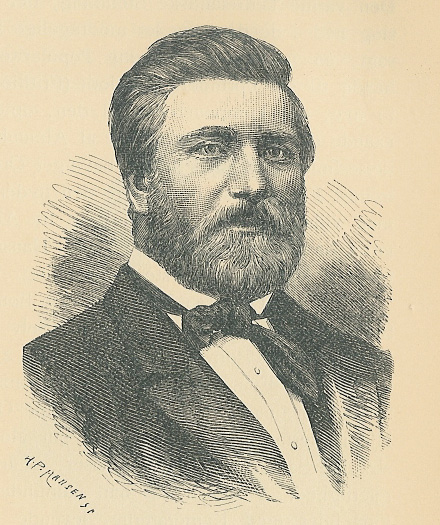
Anton Nielsen.

Anton Lauritz Nielsen, född den 5 maj 1827 som torparson på Syd-Själland, död den 6 mars 1897, var en dansk författare.
Nielsen, som under påverkan av Ernst Trier anslutit sig till grundtvigianismen, var 1850-68 skollärare och därefter till 1884 föreståndare för en folkhögskola på Fyn. Hans första berättelse utkom 1860 och efterföljdes av tre samlingar Fra Landet, Billeder af Folkelivet i Sjælland (1861-63, 6:e upplagan 1902). Den uppmuntran de rönte framkallade ytterligare Bondeliv (1867-69, illustrerad upplaga 1886), Udenfor Bondestanden (1875) med flera samt Den danske Bonde, et kulturhistorisk Forsøg (1886), i vilket sistnämnda arbete hans iakttagelser föreligger samlade. Denna skildring fortsattes med Landhaandværkerne før og nu (1889), Landsbyliv i Trediverne (1893) och Seminarieliv i Fyrrerne (1894) med flera. Nielsen var den förste och en av de främsta representanterna för den så kallade skollärarlitteraturen, vars novellistiska skildringar ur allmogens liv i olika landsändar fann många läsare och bland andra samhällsklasser utbredde större kännedom och riktigare uppfattning av, hur bonden levde och tänkte. Många av hans allmogeberättelser översattes till svenska.